# 希尔密码
希爾密碼是運用基本矩陣論原理的替換密碼，由Lester S. Hill在1929年發明。
每個字母當作26進制數字：A=0, B=1, C=2... 一串字母當成n維向量，跟一個n×n的矩陣相乘，再將得出的結果模26。
注意用作加密的矩陣（即密匙）在{\displaystyle \mathbb {Z} _{26}^{n}}必須是可逆的，否則就不可能解碼。只有矩陣的行列式和26互質，才是可逆的。

## 例子
考慮訊息ACT，因為A=0，C=2，T=19，訊息是：
{\displaystyle {\begin{pmatrix}0\\2\\19\end{pmatrix}}}
設密匙為
{\displaystyle {\begin{pmatrix}6&24&1\\13&16&10\\20&17&15\end{pmatrix}}}
確認它是可逆的：
{\displaystyle {\begin{vmatrix}6&24&1\\13&16&10\\20&17&15\end{vmatrix}}\equiv 6(16\cdot 15-10\cdot 17)-24(13\cdot 15-10\cdot 20)+1(13\cdot 17-16\cdot 20)\equiv 441\equiv 25\mod 26}
加密過程：
{\displaystyle {\begin{pmatrix}6&24&1\\13&16&10\\20&17&15\end{pmatrix}}{\begin{pmatrix}0\\2\\19\end{pmatrix}}\equiv {\begin{pmatrix}67\\222\\319\end{pmatrix}}\equiv {\begin{pmatrix}15\\14\\7\end{pmatrix}}\mod 26}
對應的密文便是「POH」。

### 解碼
假設對方知道密文和密匙，首先找出密匙的逆矩陣：
{\displaystyle {\begin{pmatrix}8&5&10\\21&8&21\\21&12&8\end{pmatrix}}}
將逆矩陣和密文相乘：
{\displaystyle {\begin{pmatrix}8&5&10\\21&8&21\\21&12&8\end{pmatrix}}}
{\displaystyle {\begin{pmatrix}8&5&10\\21&8&21\\21&12&8\end{pmatrix}}{\begin{pmatrix}15\\14\\7\end{pmatrix}}\equiv {\begin{pmatrix}260\\574\\539\end{pmatrix}}\equiv {\begin{pmatrix}0\\2\\19\end{pmatrix}}\mod 26}
便得到「ACT」。